# Plagiothecium piliferum
Plagiothecium piliferum là một loài Rêu trong họ Plagiotheciaceae. Loài này được (Sw.) Schimp. miêu tả khoa học đầu tiên năm 1851.